# Jürgen Schwalm
Jürgen Schwalm (* 1932 in Leipzig) ist ein deutscher Dichterarzt.

## Leben
Schwalm wuchs in Kiel, Berlin und Österreich auf und absolvierte sein Abitur in Einbeck. Sein Medizinstudium führte ihn nach Freiburg und Düsseldorf. Nach der Promotion in Kiel ließ er sich 1965 als Dermatologe in Lübeck nieder. Die Praxis bestand bis 1996.
Im Jahr 1978 begann Schwalm, als Lektor für den Almanach deutschsprachiger Schriftsteller-Ärzte zu arbeiten. Zwischen 1985 und 2002 war Schwalm dessen Herausgeber.
In seinen Schriften befasst er sich u. a. mit der Bücherverbrennung, zudem publizierte er zu Annette Kolb, Waldemar Bonsels und Gustav Falke. Schwalm veröffentlichte zudem eigene Lyrik, die zum Teil vertont wurde, unter anderem von Michael Goldstein und Hartmut Leistritz. Zudem erstellte Schwalm plastische Kunstwerke und ist Blogger.